# Георг Імберт
Жорж Крістіан Петер Імберт (26 березня 1884 — 6 лютого 1950) — французький інженер-хімік та винахідник. Він прославився винаходом генератора деревного газу.

## Раннє життя
26 березня 1884 року Імбер народився в Нідерстінцелі, Франція, невеликому містечку приблизно за десять кілометрів від Сарр-Юніон. Він був найстаршим з чотирьох дітей.
Після початкової школи в Дімерінгені він навчався в середній школі Саргемін. Завдяки його академічним успіхам батько записав його до Хімічної школи Мюлуза, яка на той час була однією з найвідоміших у Європі. Через три роки Імбер отримав ступінь з хімічної інженерії; його інтерес до цієї теми спонукав його продовжити власні дослідження.
У віці 20 років він подав свій перший патент. Протягом наступних десяти років він розробив різні промислові процеси та подав на них кілька додаткових патентів.
У 1908 році він відкрив миловарню в Дімерінгені, де застосував багато запатентованих ним промислових процесів. Він також працював науковим співробітником у Манчестері.
З 1915 по 1918 рік Імбер був зарахований до німецької армії, де працював хіміком на заводі «Königswarter and Ebell» у Ліндені та на заводі «Pintsch» у Берліні.
Після демобілізації в 1918 році Імбер виробляв мило на млині в Дімерінгені.

## Винахід генератора деревного газу
В той же час Жорж Імберт розпочав експерименти з перетворення вугілля на рідке паливо. Йому навіть вдалося виготовити синтетичний бензин; однак це було занадто дорого. На той час він відмовився від рідкого палива та зацікавився газовими генераторами. На початку 1920-х років він створив генератор, який використовував деревне вугілля.
У 1921 році Імбер побудував газифікатор деревного вугілля, а через два роки йому вдалося газифікувати транспортний засіб.
У 1923 році армія, повідомлена Де Дітріхом про винахід, попросила Імбера побудувати газифікатор деревини для французького уряду. Імбер заснував свій газовий завод (1925) у Сарр-Юніон, на вулиці де Бітч, на фабриці капелюхів. Де Дітріх, який мав промислові потужності в металургії та автомобілебудуванні, облаштував для нього майстерню в Райхсхоффені. У 1925 році він запатентував різні процеси на газових генераторах. Де Дітріх, зі свого боку, також подав патент на газогени, що підштовхнуло Імбера до припинення цього партнерства в 1926 році.
Після придбання «Шале», гарного будинку в Сарр-Юніон, він створив Compagnie Générale des Gasogens Imbert у 1930 році.
Незважаючи на ентузіазм Андре Мажино, військового міністра, газогенератор намагався пробитися у Франції. У 1931 році Жорж Імбер був змушений продати деякі зі своїх ліцензій своєму представнику в Німеччині.
У 1934 році його брат, Жан-Поль, спробував продати газоген до Сполучених Штатів.
Успіх у Німеччині дозволив Імберту продовжити розвиток своєї техніки в Sarre-Union. Він розробляв газогенератор, який міг використовувати зелену деревину, не засмічуючи двигун.
Під час евакуації Sarre-Union у травні 1940 року він переїхав з родиною до Епінала у Вогезах. Після повернення у вересні того ж року він повернувся до роботи, ставши працівником своєї колишньої компанії, купленої «Imbert Köln».
Визнання роботи Жоржа Імбера в 1944 році всіма європейськими виробниками знаменує собою святкування життя інженера-хіміка. Німецька преса називала його «папою» газогенератора. Німеччина використовувала газогенератор деревини у всіх військових операціях на танках, бронеавтомобілях та вантажівках з боєприпасами.

## Кінець життя
Втративши сина на російському фронті та відчуваючи відповідальність, Імбер став алкоголіком.
У грудні 1944 року Sarre-Union був звільнений американцями. Жоржа Імбера не ув'язнили за роботу на німців. Однак його майно було конфісковано та продано як збитки, завдані війною, у 1945 році. Імберт втратив інтерес до всього та помер через кілька років, у 1950 році, у віці 65 років.